# ヴァイオリンソナタ第21番 (モーツァルト)
ヴァイオリンソナタ第21番 ホ短調 K. 304 (300c) は、ヴォルフガング・アマデウス・モーツァルトが作曲したヴァイオリンソナタ。新モーツァルト全集では第14番とされる。
イ短調のピアノソナタ（第8番）と同じ1778年頃の作品であり、母アンナがパリで客死した時期のもので、明るい曲想の多い作曲者の作品の中では、数少ない短調の劇的なもの。

## 概説
簡潔な2楽章構成。ホ短調。
- 第1楽章 アレグロ
ホ短調、2分の2拍子。
冒頭はピアノのオクターヴとヴァイオリンの力強いユニゾン。主調のアルペジョが印象的。時にヴァイオリンが持続低音をつとめるなど、簡単ながら効果的な役目を果たしている。
通常はE-Fis-E-Dis-Eとすべきところ、E-F-E-Dis-Eという特徴的な旋律線に「モーツァルトの半音階」が巧みに生かされている。
ヴァイオリンには重音を多く求めず、奏者の負担も軽いことから人気。

- 第2楽章 テンポ・ディ・メヌエット
ホ短調、4分の3拍子。
前楽章とは異なり可憐な緩徐楽章。